# Криворожский железорудный бассейн

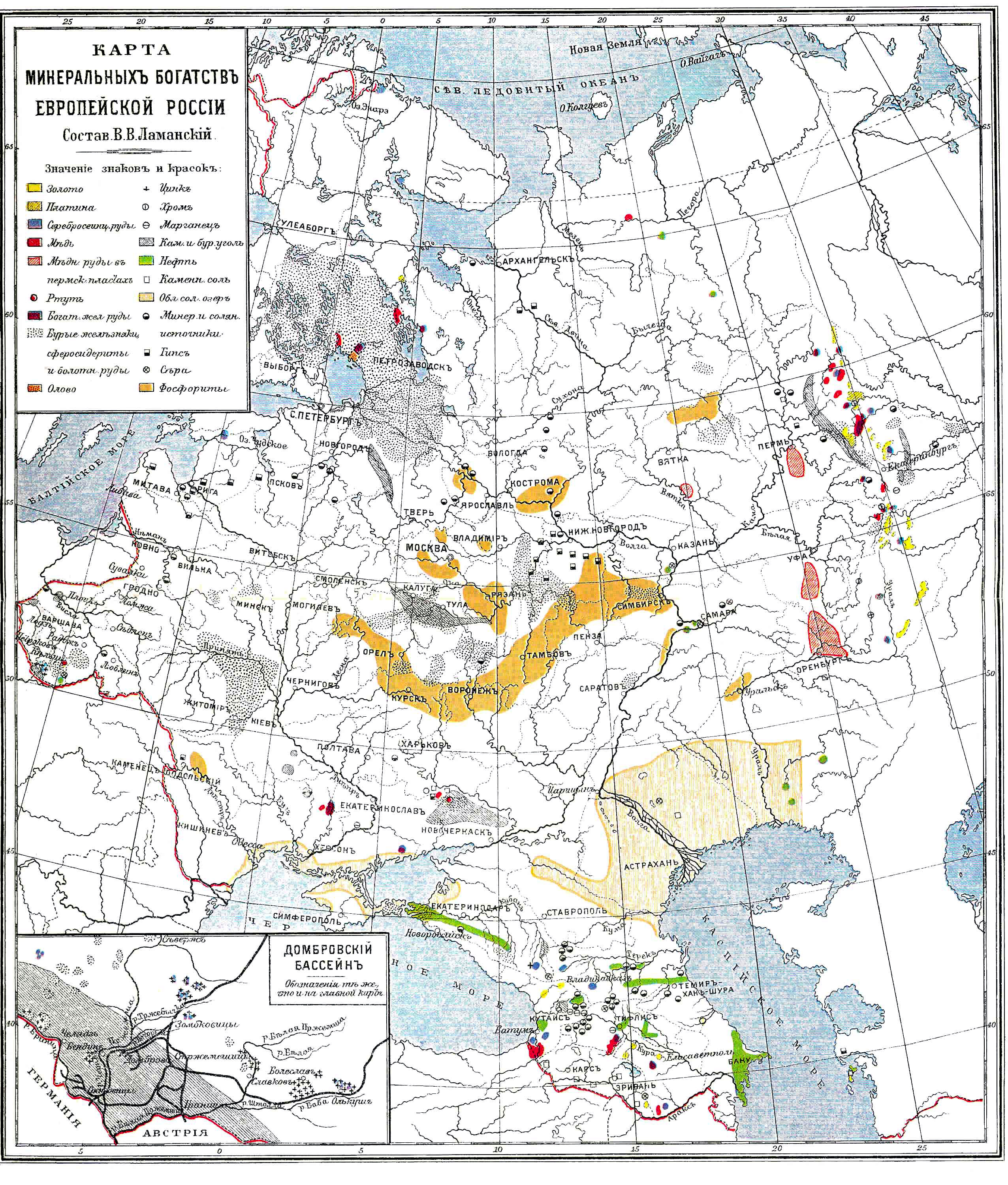
Криворожский бассейн выделен красным цветом. Иллюстрация из энциклопедического словаря Брокгауза и Ефрона (1890—1907)

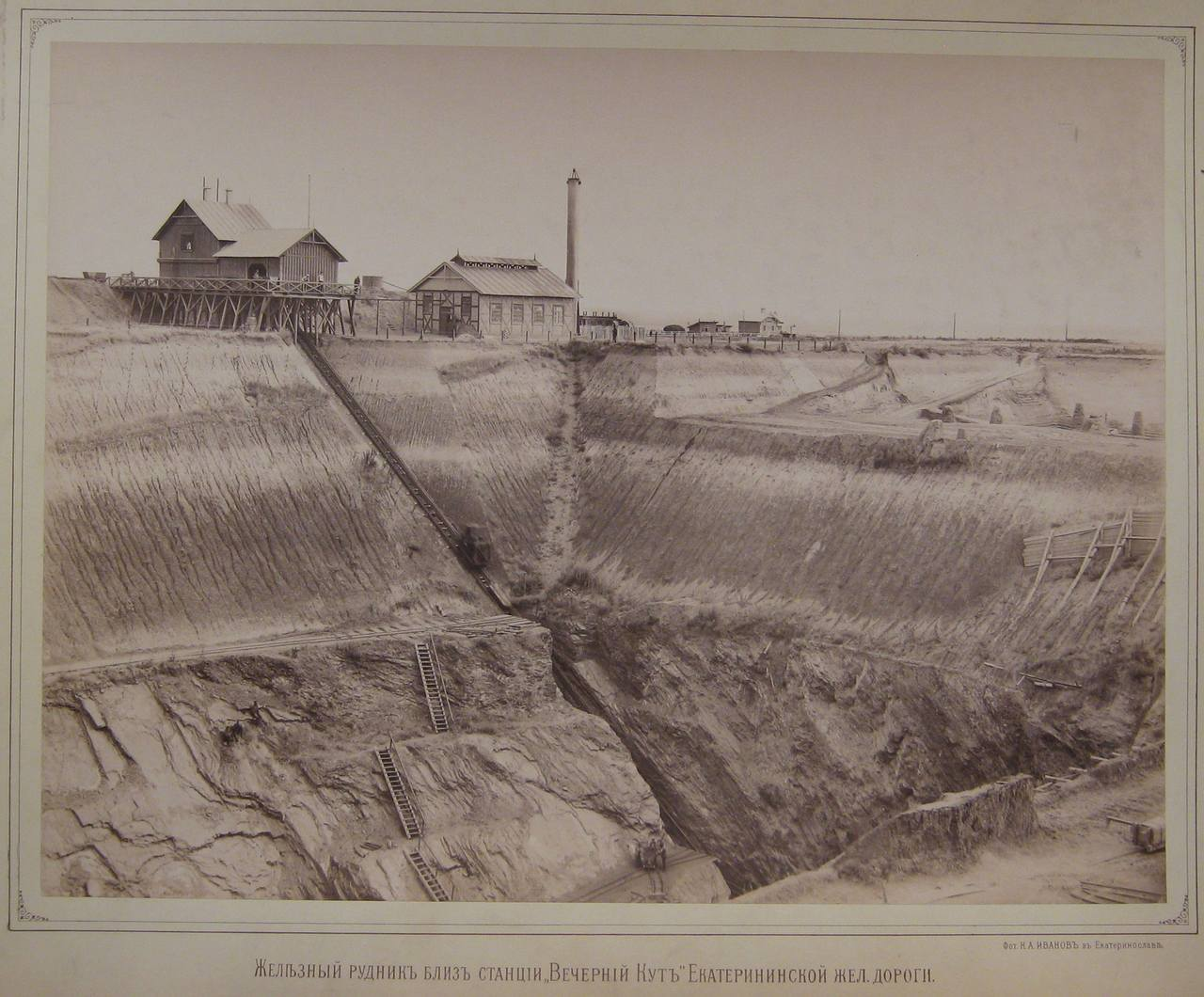
Дореволюционная добыча железной руды, рудник близ станции Вечерний Кут. 1899 год

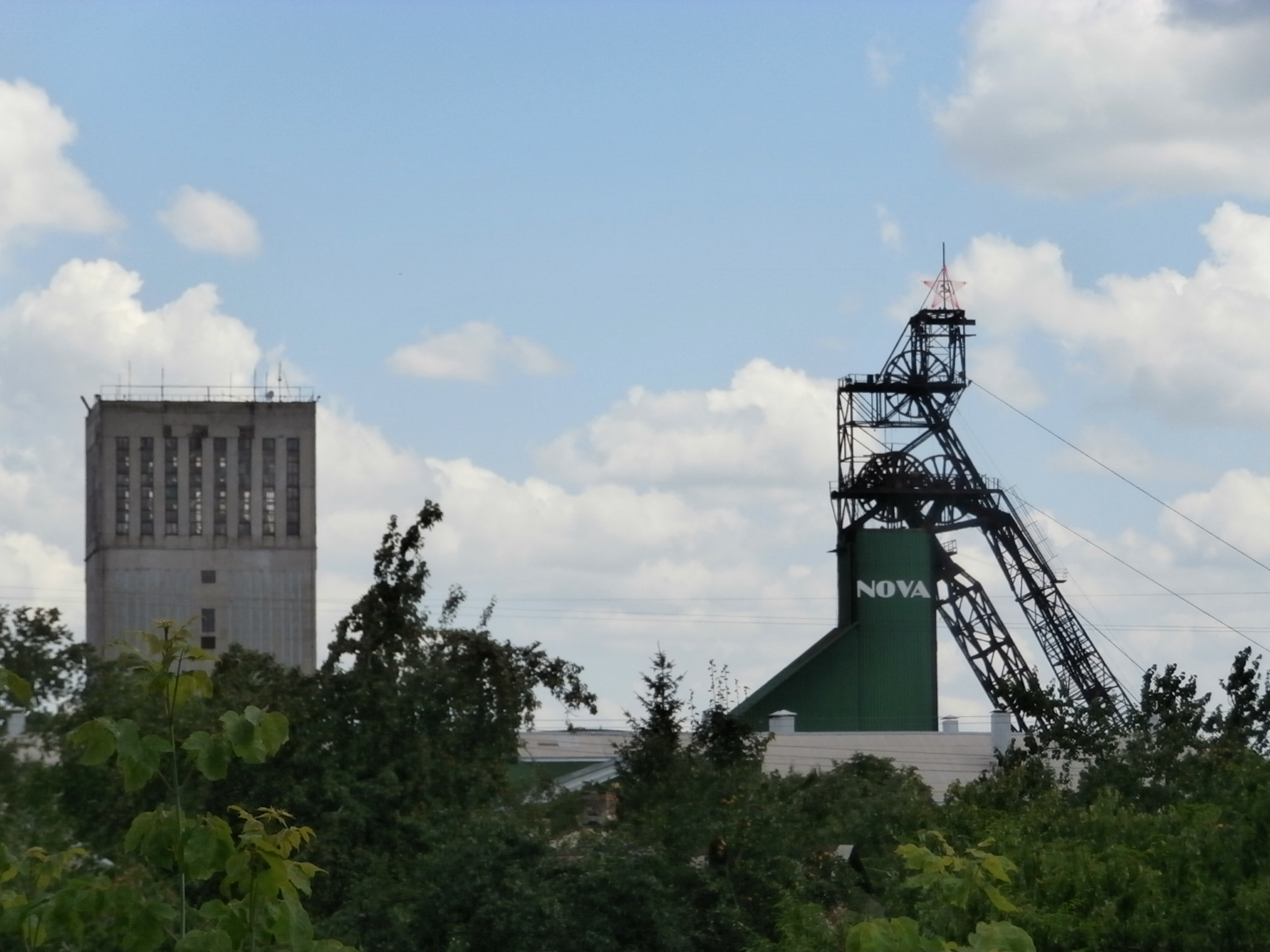
Шахта в Жёлтых Водах

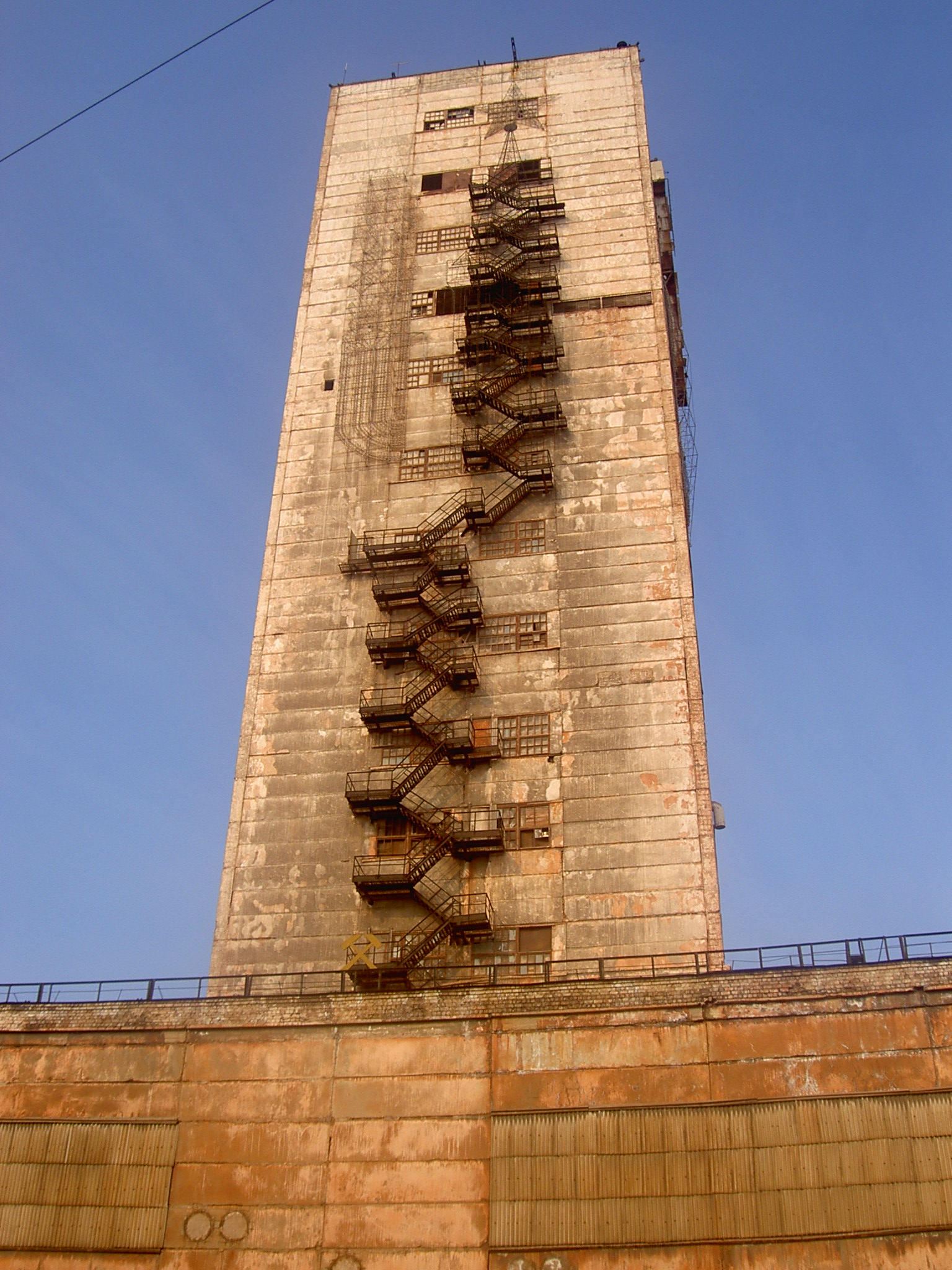
Башенный копёр шахты «Гигант-глубокая»

Криворожский железорудный бассейн (укр. Криворі́зький залізору́дний басе́йн; сокр. Кривбасс, укр. Кривбас) — бассейн залежей железной руды в районе города Кривой Рог, Украина.
Другое название — Криворожский рудный бассейн, также назывался Криворожский рудный район, Криворожский рудоносный район Ранее использовалась аббревиатура — КЖБ.

## Характеристика
Бассейн расположен в 80—100 километрах к западу от реки Днепр, в бассейне реки Ингулец и её левых притоков — рек Саксагань, Жёлтая и Зелёная.
Месторождения бассейна вытянуты в виде узкой полосы в северном и северо-восточном направлении протяжённостью более 100 километров и шириной от одного-двух километров до 6 километров (в районе Кривого Рога). Площадь около 300 км². Северным продолжением бассейна является Кременчугская магнитная аномалия.
Расположен на территории Днепропетровской, Полтавской, Кировоградской, Запорожской областей Украины, объединяется в крупную железорудную провинцию, так называемый Большой Кривой Рог. Разведанные запасы руд около 20 млрд тонн.

## Геология
Кроме того у д. Гданцевки, против м. Кривого Рога, разрабатывается железная руда. В этой же местности находятся: три сорта магнитнаго железняка, красный железняк, красный железняк с графитом, красный железняк с кристаллами магнитнаго железняка, железный блеск, железняки: бурый, углистый шпатовый, кварцит с кристаллами магнитнаго железняка, песчаник с медною зеленью, марганцевая руда, конгломерат с малахитом, литографский камень, слюдяный сланец (итоколомит), тальковый сланец, грифельный сланец, глинистый сланец (аспид), глинистый графитный сланец, песчаник огнеупорный, песчаник железистый, асбест, графит и много других богатств, число которых и количество выясняется продолжающимися повсеместно здесь разведками.— Материалы для оценки земель Херсонской губернии.
Разведанные в СССР (по состоянию на 1 января 1972 года) запасы богатых железных руд (со средним содержанием Fe 57,6 %) составляют около 1,7 млрд тонн, магнетитовых кварцитов — 11,6 млрд тонн и немагнитных разностей кварцитов — 2,6 млрд тонн. Учтённые балансовые запасы железистых роговиков бассейна составляют около 19,6 млрд тонн. В геологическом понимании эти запасы распределяются по типам следующим образом:
- магнетитовые кварциты, содержащие 31—39 % железа — 10,7 млрд тонн (54,5 %);
- гематитовые кварциты, содержащие около 38 % железа — 8,9 млрд тонн (45,5 %).

## Экономико-географический очерк
Добывающая промышленность довольно развита, особенно добыча железной руды в Криворожском районе, занимающем сев.-вост. часть [Херсонского] у. и переходящем в соседний Александрийский у. Всего заарендовано здесь у крестьян и частных лиц для разработки около м. Кривого Рога 162½ дес. усадьбы, 1 435 дес. неудобной и 5 275 дес. полевой земли. Разрабатывается (35 рудников), пока не более 135 дес. Месторождением заняты 293½ дес. Открыты пласты: Тарапаковский, имеющий падение под углом в 45° к горизонту, толщиной в 3 саж., с % содержанием Fe — 57—63 %; Червонный — с углом в 70°, толщиной 1½—4 саж., % содержанием Fe от 55 до 64 %; Саксаганский, простирающийся далее в Екатеринославскую губ., самый богатый пласт, шириной 22 саж., с содержанием Fe 62 %; Лихмановский, с наклоном в 70°, толщиной в 3—4 саж., с % содержанием железа от 61 до 70 %. Первые разработки начались здесь в 1881 г. акционерным общ. Криворожских железных руд на Саксаганском пласту. Мощность пластов исчисляется до 3,7 миллиард. пуд. Наибольшая глубина выработки — 14 саж. Имеется 17,2 вер. собственного железнодорожного пути и 10 паровозов. Рабочих до 9 тысяч душ обоего пола. Паровых машин 58, с 1 460 лошадин. силами. 11 рудничных больниц, 25 приёмных покоев, 44 врача, 2 школы.— Херсон, ЭСБЕ

## История освоения
О наличии железной руды на Криворожье стало известно ещё в XVIII веке, когда князь Потёмкин-Таврический командировал на Юг России команду для геологических изысканий с профессором Михаилом Ливановым, и последний в ходе изысканий обнаружил при слиянии рек Ингулец и Саксагань залежи железной и медной руды, каменного угля, каолина и графита. Получив доклад об итогах изысканий, Потёмкин распорядился построить чугунолитейный завод для литья артиллерийских снарядов на реке Ингулец, близ Кривого Рога, и фаянсовую фабрику для выделки фаянса из местного каолина, но после его смерти работы по строительству были свёрнуты.

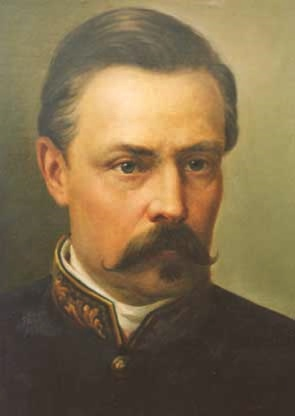
Александр Поль

В период с 1835 по 1837 год была повторена попытка исследования Криворожского района горным инженером Кульшиным, но по каким-то причинам она не дала положительных результатов и дальнейшие изыскания были прекращены. А вот исследования в 1865—1867 годах профессора Петербургского горного института Барбот де Марни, выявили мощные залежи железистых кварцитов, с содержанием железа от 20 до 42 %.
Летом 1866 года в Дубовой балке под Кривым Рогом Александр Поль повторно обнаружил залежи железной руды.
По поручению Горного департамента России, в период с 1875 по 1879 год, Станислав Конткевич в долинах рек Саксагань, Ингулец и Жёлтая проводил геологоразведку Кривбасса на территориях Общества Криворогских железных руд. В 1879 году Станислав Конткевич дал самое первое детальное стратиграфическое подразделение пород, слагающих криворожскую железорудную толщу. В результате произведённой геологоразведке и исследований были выявлены обширные залежи железных руд, аспидных и железисто-кварцитовых сланцев, бурого угля, мрамора, гранита и многих других полезных ископаемых, позже явившихся базой для развития металлургической, горной и строительной промышленности на юге России. В 1880 году по её итогам он подготовил геокарту.
Позже исследования Криворогского рудного района проводили А. О. Михальский, П. П. Пятницкий, Э. К. Фукс и другие.
Развитие горных работ, добыча руды и промышленное освоение К. ж. б. началось во второй половине XIX века, когда было основано французское (Парижское) «Акционерное общество Криворожских железных руд». В 1881 году начал работу Саксаганский рудник — первый рудник Кривого Рога. Было добыто 37,4 тысяч тонн руды.
Освоение в промышленных масштабах началось с 1884 года, со вступлением в строй железной дороги, соединившей Кривбасс с Донбассом. Максимальная добыча руды в дореволюционное время приходится на 1913 год — 6,4 млн тонн (74 % всей железной руды добытой в Российской Империи).
В 1955 году в Кривбассе впервые в СССР начата добыча железистых кварцитов (бедных руд), перерабатываемых в концентраты. Для их обогащения в 1955—1965 годах было построено 6 горно-обогатительных комбинатов (ГОК).
За 1970 год добыто 103 млн тонн железной руды (свыше 54 % союзной добычи), в том числе произведено свыше 54 млн тонн концентратов из бедной руды. На территории Кривбасса в 1971 году работали 23 шахты производительностью от 200 тысяч тонн до 6,5 млн тонн железной руды в год.

## Разработка

### Рудоуправления
Бассейн разрабатывался производственным объединением «Кривбассруда» в которое входили:
- Рудоуправление имени Ф. Э. Дзержинского;
- Рудоуправление имени 20-го партсъезда;
- Рудоуправление имени Р. Люксембург;
- Рудоуправление имени С. М. Кирова;
- Рудоуправление имени К. Либкнехта;
- Рудоуправление имени М. В. Фрунзе;
- Рудоуправление имени В. И. Ленина;
- Рудоуправление имени Ильича;
- Рудоуправление имени Коминтерна.

### Горно-обогатительные комбинаты
Для включения в производственное использование обеднённых железных руд был построен ряд предприятий по обогащению, таких как: Южный ГОК, Новокриворожский ГОК, Центральный ГОК, Северный ГОК, Ингулецкий ГОК. В 1984 году возле города Долинская в Кировоградской области было начато строительство КГОКОРа, но с распадом Советского Союза проект так и не был реализован.

### Шахты
Из 23 работавших, в советский период, сейчас работают:
- Покровская (до июля 2022 года — Октябрьская);
- Терновская (до апреля 2016 года — имени В. И. Ленина);
- Шахта имени Колачевского (ранее имени Орджоникидзе);
- Казацкая (ранее «Гвардейская»);
- Криворожская (ранее «Родина»);
- Шахта «Артём-1»;
- Юбилейная;
- Шахта имени М. В. Фрунзе.